# إدوارد آربر
إدوارد ألكساندر نيويل آربر (بالإنجليزية: Edward Alexander Newell Arber)‏‏ (ولد في 5 أغسطس 1870عام، في لندن وتوفي في 14 يونيو 1918 في كامبريدج) عالم نبات وعالم أحياء قديمة إنجليزي.
كان أستاذًا متخصصًا في علم النبات القديم بجامعة كامبريدج.

## روابط خارجية
- أعمال أو نبذة عن إدوارد آربر على أرشيف الإنترنت
- معرض الصور الوطنية بالقلم الرصاص والألوان المائية من تصميم دينيس جاسكوين ليلي، على الأرجح عام 1905.